# 生見友希雄
生見 友希雄（ぬくみ ゆきお、1966年3月18日 - ）は、鹿児島県出身のモーターサイクル・ロードレーサー。1986年地方選手権筑波SP250チャンピオン。2003年鈴鹿8時間耐久ロードレース優勝。
レーシングライダーという肩書きの他、有名レーシングマシンの試乗記事やタイヤ・パーツの評価テストなどを雑誌に寄稿し、CBRサーキットチャレンジなどのレーシングスクールで講師を務める。
また、日本人レーサーや関係者の中でも人望が厚いライダーの一人で、メーカー間、年代を超えた交友がある。愛称はヌクボー。同じクラス（250ccクラス）を走っていた岡田忠之や、チームメイトだった井筒仁康とはゴルフ仲間でもある。レーサー仲間で作られた野球チーム(加藤大治郎が発起人の " レーサーズ " ）では、数少ない野球経験者として未経験者の指導も行っている（初めて野球をやった清成龍一は、たまたまヒットを打ったが三塁へ走っていったほどである）。
ヤマハ、スズキ（ヨシムラ）、ドゥカティ、ホンダなどのメーカー系チームに所属していた経歴があり、長い間に培ったライディングテクニックは今でも一級品である。転倒が少なく安定した速さを持つ生見は、長時間の耐久レース（鈴鹿8時間耐久ロードレース）などで成績を上位に上げたいチームからのオファーが絶えない。

## 戦績
- 1985年 - デビュー戦
- 1987年 - 国際A級昇格
- 1987年 - 全日本ロードレース選手権A-Ｆ3クラス 10位 (SS-ISHII)
- 1988年 - 全日本ロードレース選手権A-250クラス 33位（伊藤園レーシング）
- 1989年 - 全日本ロードレース選手権A-250クラス 31位（伊藤園レーシング）
- 1990年 - 全日本ロードレース選手権A-250クラス 23位（伊藤園レーシング）
- 1991年 - 全日本ロードレース選手権A-250クラス 22位（東急ハンズレーシング）
- 1992年 - 全日本ロードレース選手権A-250クラス 11位（コンペティションラボラトリー）
- 1993年 - 全日本ロードレース選手権A-250クラス 6位（コンペティションラボラトリー）
- 1994年 - 全日本ロードレース選手権SBクラスクラス 15位（TEAMヨシムラ）
  - 鈴鹿8時間耐久ロードレース リタイア（ヨシムラスズキGP-1プラス・GSX-R・鈴木誠）
- 1995年 - 全日本ロードレース選手権SBクラスクラス 8位（チームファンデーション・DUCATI955）
  - 鈴鹿8時間耐久ロードレース 10位（PIAAマルタTEAM金安・RC45・金安智彦）
- 1996年 - 全日本ロードレース選手権SBクラスクラス 10位（チームファンデーション・DUCATI955）
  - 鈴鹿8時間耐久ロードレース 45位（ウルトラマンR桜井ホンダ・RC45・金安智彦）
- 1997年 - 鈴鹿8時間耐久ロードレース 11位（PIAAマルタTEAM金安・RC45・金安智彦）
- 1998年 - 鈴鹿8時間耐久ロードレース 30位（エイジュウプロR・R1・鈴木誠）
- 1999年 - 全日本ロードレース選手権SBクラスクラス 13位（TEAM桜井ホンダ）
  - 鈴鹿8時間耐久ロードレース 9位（桜井ホンダ・RVF・梨本圭）
- 2000年 - 鈴鹿8時間耐久ロードレース 7位（PIAAマルタエイジュウプロ・R7・沼田憲保）
- 2001年 - 鈴鹿8時間耐久ロードレース  リタイア（桜井ホンダ・CBR954・高橋裕紀）
- 2002年 - 鈴鹿8時間耐久ロードレース 29位（桜井ホンダ・VTR-SPW・中冨伸一）
- 2003年 - 鈴鹿8時間耐久ロードレース 優勝（桜井ホンダ・VTR-SPW・鎌田学）
- 2004年 - 鈴鹿8時間耐久ロードレース 46位（RUNA阪神タイガース桜井ホンダ・CBR1000RR・芹沢太麻樹）
- 2005年 - 鈴鹿8時間耐久ロードレース 53位（桜井ホンダ・CBR1000RR・鎌田学）
- 2006年 - 鈴鹿8時間耐久ロードレース 12位（桜井ホンダ・CBR1000RR・津田一磨）
- 2007年 -
- 2008年 - 鈴鹿8時間耐久ロードレース 42位（ホンダ テクニカル カレッジ・CBR1000RR・橋本 充巧）